# Улица Кати Соловьяновой
Улица Кати Соловьяновой, улица имени Кати Соловьяновой — одна из основных курортных улиц города Анапы.
Расположена между Центральным и Северным рынком, начинается от переулка Малинкина и заканчивается улицей Крестьянской. Одна проезжая часть на участке от Малинкина переулка до Красноармейской улицы. Две проезжие части на участке от Красноармейской улицы до Крестьянской улицы. 
Названа в честь анапчанки Кати Соловьяновой, партизанки-разведчицы, погибшей от рук фашистов 25 ноября 1942 года. 
Кате Соловьяновой в Анапе установлен памятник, у которого проходят некоторые памятные мероприятия.
На улице предлагали установить стелу «Город воинской славы».

## Справка
Екатерина Ивановна Соловьянова (1922—1942), жительница города Анапа, комсомолка. В период Великой Отечественной войны стала членом подпольной комсомольской организации. Активно боролась с фашистами, занималась разведывательной деятельностью. Участвовала в боевых операциях против оккупационных войск. Схвачена фашистами и казнена вместе со своими товарищами.
 «Бесстрашная партизанка-подпольщица погибла в 1942 году, когда ей исполнилось всего лишь 20 лет. Никто её по имени-отчеству не величал. Для всех она была просто Катей. Одна из самых зелёных улиц Анапы названа улицей Кати Соловьяновой». И. Омельницкий, «Слово об анапских подпольщиках и партизанах».